# Tadeusz Cepak
Tadeusz Cyprian Cepak (ur. 21 stycznia 1930 w Chodenicach, zm. 23 sierpnia 2019 w Warszawie) – generał brygady Ludowego Wojska Polskiego, doktor nauk prawnych.

## Życiorys
Do 1948 uczeń liceum w Bochni, następnie wstąpił do Oficerskiej Szkoły Piechoty nr 2 w Jeleniej Górze. Od grudnia 1949 kapral podchorąży i dowódca plutonu, od maja 1950 podporucznik, od 1951 dowódca kompanii. 1953-1956 studiował w Akademii Sztabu Generalnego WP w Rembertowie, później służył w Zarządzie II (wywiadzie) Sztabu Generalnego WP. 1960 skończył studia prawnicze w Szkole Głównej Służby Zagranicznej w Warszawie. 1961-1965 zastępca attaché wojskowego w Ambasadzie PRL w Kairze, 1969-1972 szef wydziału rozpoznawczego sztabu 1 Warszawskiej Dywizji Zmechanizowanej w Legionowie i później w Oddziale Rozpoznawczym Sztabu Warszawskiego Okręgu Wojskowego. 
W 1970 został doktorem prawa na UMK w Toruniu i pułkownikiem. 1972-1974 studiował w Akademii Sztabu Generalnego Sił Zbrojnych ZSRR im. K. Woroszyłowa w Moskwie, po czym został starszym inspektorem ds. rozpoznania wojskowego w Zarządzie II Sztabu Generalnego WP 1974-1975 dowódca drugiej zmiany Polskiej Wojskowej Jednostki Specjalnej ONZ na Bliskim Wschodzie (Egipt i Syria), później zastępca szefa Zarządu II Sztabu Generalnego WP ds. rozpoznania wojskowego i docent w katedrze Strategii Akademii Sztabu Generalnego WP w Rembertowie. W latach 1976-1978 ukończył Wieczorowy Uniwersytet Marksizmu-Leninizmu dla kadry kierowniczej WP. 1979-1983 zastępca pełnomocnika szefa Sztabu Generalnego WP ds. specjalnych. Zastępca szefa polskiej delegacji na rokowania wiedeńskie w sprawie redukcji zbrojeń w Europie Środkowej. 1984-1987 szef Zarządu II Rozpoznania Wojskowego w Głównym Zarządzie Szkolenia Bojowego WP, a 1987-1990 szef Biura ds. Specjalnych Sztabu Generalnego WP i Stały Przedstawiciel MON do Specjalnej Komisji ds. Rozbrojenia Państw Układu Warszawskiego. Jesienią 1988 mianowany generałem brygady; nominację wręczył mu w Belwederze Zwierzchnik Sił Zbrojnych PRL gen. armii Wojciech Jaruzelski. 1990-1992 szef Zarządu XV Wojskowych Spraw Zagranicznych SG WP, 1992-1993 szef Zarządu Wojskowych Spraw Zagranicznych MON. Od marca 1993 w stanie spoczynku. Od września 1999 prezes Zarządu Głównego Stowarzyszenia Kombatantów Misji Pokojowych ONZ. Zastępca przewodniczącego Rady Fundacji "Servi Pacis".

## Odznaczenia
- Krzyż Komandorski Orderu Odrodzenia Polski (1992)
- Krzyż Oficerski Orderu Odrodzenia Polski (1982)
- Krzyż Kawalerski Orderu Odrodzenia Polski (1973)
- Złoty Krzyż Zasługi (1968)
- Medal 40-lecia Polski Ludowej
- Złoty Medal „Siły Zbrojne w Służbie Ojczyzny”
- Srebrny Medal Siły Zbrojne w Służbie Ojczyzny
- Brązowy Medal Siły Zbrojne w Służbie Ojczyzny
- Złoty Medal „Za zasługi dla obronności kraju” (1970)
- Srebrny Medal "Za zasługi dla obronności kraju"
- Brązowy Medal "Za zasługi dla obronności kraju"
- Order Republiki III klasy (Egipt)